# Jean Babin-Chevaye
Pour les articles homonymes, voir Babin et Chevaye.
Jean Babin-Chevaye, né le 3 avril 1863 à Nantes (Loire-Inférieure) et mort le 11 septembre 1936 à Sainte-Anne-sur-Vilaine (Ille-et-Vilaine), est un industriel et un homme politique français.

## Biographie

### Famille
Les Babin sont une famille de la bourgeoisie industrielle et négociante nantaise, originaire de Saint-Étienne-de-Montluc et ayant donné des représentants dans l'administration municipale nantaise au XVIIe siècle. Le grand-père paternel de Jean, François-Benjamin Babin (1779-1848), est un propriétaire, membre du conseil municipal de Nantes dans les années 1820-1830 ; il épouse Camille-René Chevaye (1793-1831). Son grand-père maternel est négociant à Toulouse. Le père de Jean, Louis Babin-Chevaye (1824-1887) est directeur des Ateliers et Chantiers de la Loire, président de la Chambre de commerce de Nantes, député entre 1871 et 1876 ; sa mère est Marie-Catherine-Céline Roques (1835-1905). En 1869, Louis Babin obtient l'autorisation de transformer son nom en Babin-Chevaye, patronyme qu'il transmet à ses enfants.
En 1888, Jean Marie Camille Emmanuel Babin-Chevaye épouse Henriette Bureau (1864-1955), fille de l'industriel Léon Bureau et de Marie Lallié (1841-1915), sœur d'Alfred Lallié (député de 1871 à 1876). Ils ont cinq enfants : Marcelle (1889-1969), épouse de l'avocat Ambroise Robet ; Agnès (1891-1974), épouse de Louis Roy ; Jean-Baptiste (1893-mort pour la France le 16 avril 1917 à Paissy) ; Anne (1896-1982) et Yves (1899-1987), officier, marié à Mlle Robineau-Bourgneuf.

### Formation
Jean Babin-Chevaye est élève au lycée de Nantes, puis, une fois bachelier, il prépare les concours de l'École polytechnique et de l'École centrale dans l'institut Émile-Martin à Paris. Admis à l'École centrale en 1883, il obtient le diplôme d'« ingénieur des Arts et Manufactures » (spécialité : ingénieur mécanicien) en 1886,,. Durant ses études parisiennes, il a sur place pour correspondant son grand-oncle Édouard Bureau. Ce dernier est le gendre d'Adolphe Decroix, qui est alors conseiller général du canton de Ligné, et qui devient sénateur de la Loire-Inférieure en avril 1886.

### Carrière
En 1887, il devient ingénieur aux Ateliers et Chantiers de la Loire fondés par son père en 1881. Puis il crée à Nantes, avec ses frères, la société Babin-Chevaye frères, qui devient, en 1908-1909, la Nantaise de Fonderie, dont il est président et administrateur. Cette entreprise est devenue en 1968 les Fonderies de l'Atlantique, (Jardin des Fonderies).
Il est fondateur et président du conseil d'administration du Crédit nantais, directeur de la Société générale d'armement et de la Compagnie havraise péninsulaire de navigation à vapeur. Il est aussi administrateur des Chantiers Dubigeon, des Ateliers et Chantiers de la Loire, de la Compagnie nationale du Cameroun et de plusieurs autres sociétés.
Il fut, comme son père, président du tribunal de commerce de Nantes. Il fonda plusieurs œuvres sociales, dont l'école industrielle pour les apprentis de la construction navale et de la métallurgie et la Société de secours mutuels du Chapeau-Rouge.

### Parcours politique
En 1920, alors âgé de 67 ans, il se présente sous l'étiquette de l'« Union nationale » à l'élection sénatoriale. Le 11 janvier 1920, il est élu par les grands électeurs de la Loire-Inférieure, par 664 voix sur 966, et réélu consécutivement le 6 janvier 1924 par 610 voix sur 976. En 1932, le nouveau scrutin lui permet de conserver son siège. À son décès, il est encore en cours de mandat. Siégeant à droite, il est membre de la Commission de l'organisation judiciaire, de la Commission d'initiative parlementaire et de la Commission de l'administration générale, départementale et communale, et se prononce à la tribune notamment sur les questions maritimes portuaires 
Il est élu secrétaire du Sénat le 11 janvier 1931, et conserve ce poste jusqu'à sa mort,.

### Décès
Il meurt le 11 septembre 1936 à Sainte-Anne-sur-Vilaine. Le 14 septembre, ses funérailles se déroulent dans la basilique Saint-Nicolas, et il est enterré dans le cimetière Miséricorde, à Nantes,.

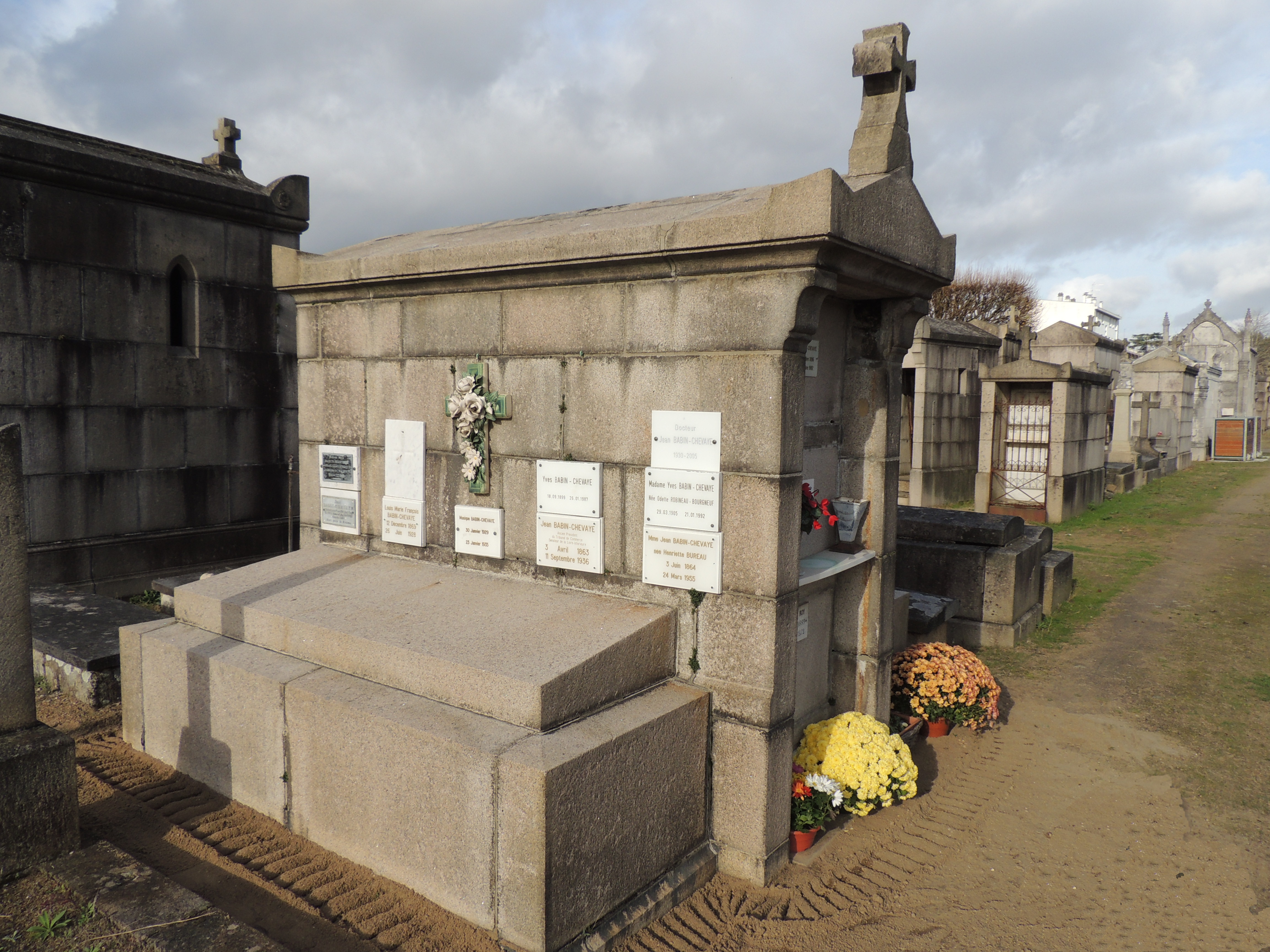
Tombeau familial.
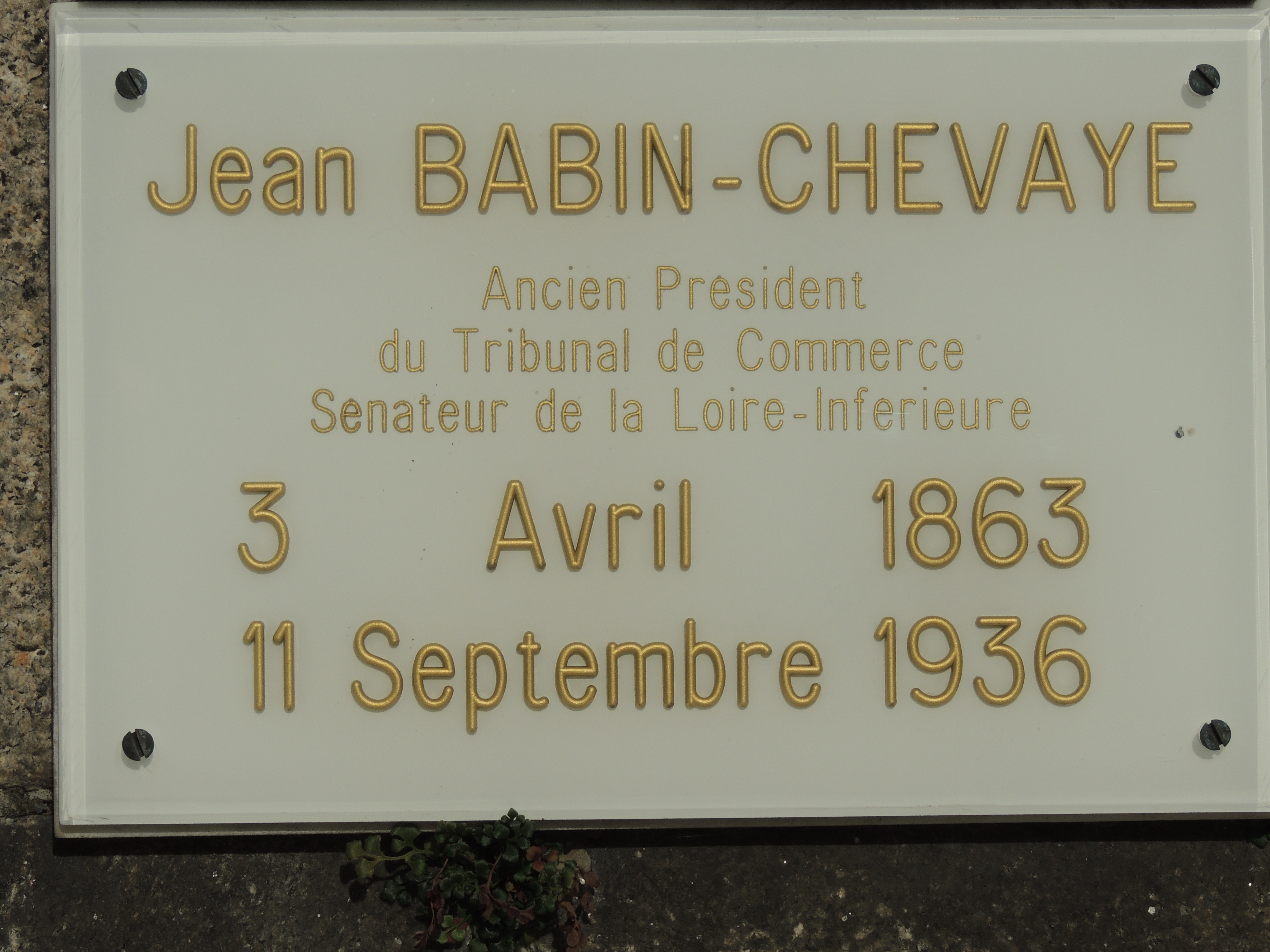
plaque commémorative.